# КК Партизан сезона 2009/10.
Сезона 2009/10  је једна од најуспешнијих у историји клуба. Партизан је поново дошао до трипле круне и после 12 година поново стигао до Фајнл фора који се одржао у Паризу.

## О сезони
Сезона 2009/10 је једна од најуспешнијих у историји клуба. Кошаркаши Партизана су за успехе у Европи, награђени позивом Евролиге да представљају Европску кошарку на америчком континенту. У октобру, Партизан је одиграо историјске мечеве са Денвером и Финиксом, и тако постао први клуб са ових простора који је имао прилику да одмери снаге са НБА тимовима. Партизан је 3. пут заредом дошао до трипле круне и после 12 година поново стигао до Фајнл фора који се одржао у Паризу. Партизан је нову сезону у Евролиги започео поразом од Уникахе, а у 2. колу су изгубили од Ефес Пилсена у Истанбулу. У 3. колу, Партизан је победио француски Орлеан у Пиониру и стигао до прве евролигашке победе у сезони, а недељу дана касније изабраници Душка Вујошевића су изгубили од Лијетувос Ритаса. Уследиле су три победе против фаворита. Прва у том низу је била против Олимпијакоса у Пиониру, потом против Уникахе у Малаги идентичним резултатом као у Београду и против Ефес Пилсена у Пиониру (поготком Душана Кецмана 3 секунде пре краја утакмице). У последњој евролигашкој утакмици у 2009. уследио је неочекиван пораз од Орлеана. У првој утакмици у 2010. изабраници Душка Вујошевића стигли су до маестралне победе над Лијетувос Ритасом. Партизан је пред овај меч у даљи ток такмичења водила само победа већа од 22 разлике (јер су први меч изгубили 78:56) и црно-бели су феноменалном игром у последњој четвртини дошли до жељеног циља (97:67). У последњем колу, црно-бели су изгубили од Олимпијакоса у Атини.
У првој утакмици у ТОП 16, црно-бели су се састали са Панатинаикосом у Атини. Чудесни Партизан је дошао до маестралне победе над шампионом Европе (64:59). У 2. колу, Партизан је савладао Барселону 67:66 која је до те утакмице имала скор 11:0 и ово је био први пораз за шпанску екипу у Евролиги. Уследио је пораз од Марусија у Атини, затим и победа Партизана у Београду. Уследила су два пораза: од Панатинаикоса у Београду и на гостовању од Барселоне. У четвртфиналу Партизан се састао са Макабијем. Партизан је елиминисао понос Израела са 3:1 у серији. У 1. мечу, Партизан је дошао до победе после великог преокрета. После 1. четвртине црно-бели су губили 15 разлике, али су на крају ипак победили Макаби 85:77 у Нокија арени. У 2. мечу Партизан је изгубио 98:78. Уследиле су две победе (81:73, 76:67) у Комбанк арени које су одвеле Партизан на фајнл фор. У полуфиналу Партизан је после продужетака поражен од Олимпијакоса, а у борби за треће место су такође поражени после продужетака, од ЦСКА.

## Тим
| бр | бр | Позиција               | Националност                                   | Име                 | Напомене |
| -- | -- | ---------------------- | ---------------------------------------------- | ------------------- | -------- |
| 4  | 4  | крилни центар          | Сједињене Америчке Државе                      | Лоренс Робертс      |          |
| 5  | 5  | бек                    | Србија                                         | Стефан Синовец      |          |
| 6  | 6  | плејмејкер             | Сједињене Америчке Државе · Северна Македонија | Бо Мекејлеб         |          |
| 7  | 7  | бек                    | Србија                                         | Душан Кецман        |          |
| 8  | 8  | крило                  | Србија                                         | Страхиња Милошевић  |          |
| 10 | 10 | плејмејкер / бек       | Србија                                         | Александар Рашић    |          |
| 11 | 11 | крило                  | Србија                                         | Владимир Лучић      |          |
| 16 | 16 | крилни центар          | Србија                                         | Сава Лешић          |          |
| 19 | 19 | бек                    | Србија                                         | Александар Митровић |          |
| 20 | 20 | плејмејкер / бек       | Србија                                         | Петар Божић         | Капитен. |
| 21 | 21 | центар                 | Аустралија · Србија                            | Алекс Марић         |          |
| 22 | 22 | центар                 | Србија                                         | Дарко Балабан       |          |
| 24 | 24 | центар / крилни центар | Чешка                                          | Јан Весели          |          |
| 31 | 31 | крилни центар          | Србија                                         | Бранислав Ђекић     |          |
| 33 | 33 | центар                 | Црна Гора                                      | Славко Вранеш       |          |

## Промене у саставу
| - Сава Лешић ( Суперфунд) - Милтон Паласио ( Химки) - Стефан Синовец ( Химик) - Алекс Марић ( Гранада) - Душан Кецман ( Панатинаикос) - Лоренс Робертс ( Црвена звезда) - Бо Макејлеб ( Мерсин) - Бранислав Ђекић (Дошао из млађих категорија) | - Миленко Тепић ( Панатинаикос) - Богдан Ризнић ( Војводина Србијагас) - Урош Трипковић ( Хувентуд) - Стефан Лазме ( Макаби Тел Авив) - Новица Величковић ( Реал Мадрид) - Чедомир Витковац ( Будућност) - Вукашин Алексић ( Раднички Крагујевац) - Милтон Паласио ( Кавала) - Жарко Ракочевић ( Горштак) |

## Пријатељске
| 3. октобар 2009 | Извештај | Денвер нагетси                                             | 102 : 70 | Партизан                      | Пепси центар Денвер, САД Гледаоци: 9.749 |  |
| 3. октобар 2009 | Извештај | Четвртине: 26-16, 24-17, 24-14, 28-23                      |          |                               | Пепси центар Денвер, САД Гледаоци: 9.749 |  |
| 3. октобар 2009 | Извештај | Поени: Ентони 17 Скокови: Балкман 6 Асистенције: Дрејпер 5 |          | Марић 16 Марић 21 Ракочевић 5 | Пепси центар Денвер, САД Гледаоци: 9.749 |  |

| 6. октобар 2009 | Извештај | Финикс санси                                                                   | 111 : 80 | Партизан                   | Ју ес ервејз центар Финикс, САД Гледаоци: 14.531 |  |
| 6. октобар 2009 | Извештај | Четвртине: 20-19, 35-15, 36-24, 20-22                                          |          |                            | Ју ес ервејз центар Финикс, САД Гледаоци: 14.531 |  |
| 6. октобар 2009 | Извештај | Поени: Драгић 16 Скокови: Стодемајер, Кларк 5 Асистенције: Драгић, Ричардсон 4 |          | Весели 16 Кецман 7 Рашић 5 | Ју ес ервејз центар Финикс, САД Гледаоци: 14.531 |  |

## Јадранска лига

### Табела
|     | Team             | Игр. | Поб. | Изг. | П+   | П-   | П+/- | Бод |
| --- | ---------------- | ---- | ---- | ---- | ---- | ---- | ---- | --- |
| 1.  | Цибона           | 26   | 20   | 6    | 2038 | 1802 | 236  | 46  |
| 2.  | Партизан         | 26   | 20   | 6    | 2021 | 1842 | 179  | 46  |
| 3.  | Хемофарм ШТАДА   | 26   | 17   | 9    | 2059 | 1912 | 147  | 43  |
| 4.  | Унион Олимпија   | 26   | 15   | 11   | 2004 | 1875 | 129  | 41  |
| 5.  | Будућност м:тел  | 26   | 15   | 11   | 1964 | 1876 | 88   | 41  |
| 6.  | Загреб КО        | 26   | 14   | 12   | 2054 | 2076 | -22  | 40  |
| 7.  | Цедевита         | 26   | 13   | 13   | 2037 | 2097 | -60  | 39  |
| 8.  | Задар            | 26   | 13   | 13   | 2118 | 1960 | 158  | 39  |
| 9.  | Црвена звезда    | 26   | 11   | 15   | 2069 | 2012 | 57   | 37  |
| 10. | Широки ХТ Еронет | 26   | 11   | 15   | 1949 | 2013 | -64  | 37  |
| 11. | Раднички         | 26   | 11   | 15   | 1826 | 2008 | -182 | 37  |
| 12. | ФМП Железник     | 26   | 10   | 16   | 1965 | 2055 | -90  | 36  |
| 13. | Босна АСА БХТ    | 26   | 6    | 20   | 1778 | 2053 | -275 | 32  |
| 14. | Хелиос           | 26   | 6    | 20   | 1756 | 2057 | -301 | 32  |

Легенда:

## Евролига

### Група А
|    | Екипа               | Игр. | Поб. | Изг. | П+  | П-  | П+/- | Тај-брек |
| -- | ------------------- | ---- | ---- | ---- | --- | --- | ---- | -------- |
| 1. | Олимпијакос         | 10   | 8    | 2    | 884 | 787 | +97  |          |
| 2. | Уникаха             | 10   | 7    | 3    | 784 | 775 | +9   |          |
| 3. | Партизан            | 10   | 5    | 5    | 745 | 757 | -12  |          |
| 4. | Ефес Пилсен         | 10   | 4    | 6    | 808 | 793 | +15  | 1-1 (+8) |
| 5. | Лијетувос Ритас     | 10   | 4    | 6    | 741 | 784 | -43  | 1-1 (-8) |
| 6. | Орлеан Лоаре баскет | 10   | 2    | 8    | 722 | 788 | -66  |          |

### Прва фаза
| 22. октобар 2009 20:45 | Извештај | Партизан                                                    | 64 : 72 | Уникаха                                     | Хала Пионир Београд, Србија Гледаоци: 6.173 |  |
| 22. октобар 2009 20:45 | Извештај | Четвртине: 25-19, 16-13, 11-17, 12-23                       |         |                                             | Хала Пионир Београд, Србија Гледаоци: 6.173 |  |
| 22. октобар 2009 20:45 | Извештај | Поени: Мекејлеб 15 Скокови: Марић 6 Асистенције: Мекејлеб 5 |         | Фриланд 19 Хименез, Фриланд, Бланко 4 Кук 6 | Хала Пионир Београд, Србија Гледаоци: 6.173 |  |

| 29. октобар 2009 19:15 | Извештај | Ефес Пилсен                                                    | 77 : 67 | Партизан                     | Абди Ипекчи Арена Истанбул, Турска Гледаоци: 8.000 |  |
| 29. октобар 2009 19:15 | Извештај | Четвртине: 15-15, 20-22, 22-16, 20-14                          |         |                              | Абди Ипекчи Арена Истанбул, Турска Гледаоци: 8.000 |  |
| 29. октобар 2009 19:15 | Извештај | Поени: Смит 18 Скокови: Пекер 8 Асистенције: Тунчери, Арслан 5 |         | Марић 19 Вранеш 7 Мекејлеб 7 | Абди Ипекчи Арена Истанбул, Турска Гледаоци: 8.000 |  |

| 5. новембар 2009 20:45 | Извештај | Партизан                                                 | 78 : 71 | Орлеан Лоаре баскет        | Хала Пионир Београд, Србија Гледаоци: 5.038 |  |
| 5. новембар 2009 20:45 | Извештај | Четвртине: 22-22, 23-18, 17-20, 16-11                    |         |                            | Хала Пионир Београд, Србија Гледаоци: 5.038 |  |
| 5. новембар 2009 20:45 | Извештај | Поени: Марић 18 Скокови: Марић 9 Асистенције: Мекејлеб 4 |         | Долман 16 Долман 8 Курти 5 | Хала Пионир Београд, Србија Гледаоци: 5.038 |  |

| 12. новембар 2009 18:45 | Извештај | Лијетувос Ритас                                                               | 78 : 56 | Партизан                            | Сименс арена Вилњус, Литванија Гледаоци: 8.500 |  |
| 12. новембар 2009 18:45 | Извештај | Четвртине: 26-22, 18-17, 22-7, 12-10                                          |         |                                     | Сименс арена Вилњус, Литванија Гледаоци: 8.500 |  |
| 12. новембар 2009 18:45 | Извештај | Поени: Гецевичијус 19 Скокови: Боровњак 5 Асистенције: Гецевичијус, Поповић 5 |         | Марић, Мекејлеб 16 Марић 10 Рашић 4 | Сименс арена Вилњус, Литванија Гледаоци: 8.500 |  |

| 26. новембар 2009 20:45 | Извештај | Партизан                                               | 86 : 80 | Олимпијакос                             | Хала Пионир Београд, Србија Гледаоци: 6.852 |  |
| 26. новембар 2009 20:45 | Извештај | Четвртине: 19-19, 19-24, 22-18, 26-19                  |         |                                         | Хала Пионир Београд, Србија Гледаоци: 6.852 |  |
| 26. новембар 2009 20:45 | Извештај | Поени: Рашић 25 Скокови: Марић 15 Асистенције: Рашић 5 |         | Чилдрес, Клејза 18 Чилдрес 7 Халперин 4 | Хала Пионир Београд, Србија Гледаоци: 6.852 |  |

| 2. децембар 2009 20:45 | Извештај | Уникаха                                                    | 64 : 72 | Партизан                        | Хосе Марија Мартин Карпена арена Малага, Шпанија Гледаоци: 7.000 |  |
| 2. децембар 2009 20:45 | Извештај | Четвртине: 18-21, 11-11, 15-17, 20-23                      |         |                                 | Хосе Марија Мартин Карпена арена Малага, Шпанија Гледаоци: 7.000 |  |
| 2. децембар 2009 20:45 | Извештај | Поени: Фриланд 12 Скокови: Левис 7 Асистенције: Вилијамс 4 |         | Кецман 16 Робертс 12 Мекејлеб 5 | Хосе Марија Мартин Карпена арена Малага, Шпанија Гледаоци: 7.000 |  |

| 10. децембар 2009 20:45 | Извештај | Партизан                                                | 93 : 92 | Ефес Пилсен                               | Хала Пионир Београд, Србија Гледаоци: 7.022 |  |
| 10. децембар 2009 20:45 | Извештај | Четвртине: 19-20, 27-28, 25-24, 22-20                   |         |                                           | Хала Пионир Београд, Србија Гледаоци: 7.022 |  |
| 10. децембар 2009 20:45 | Извештај | Поени: Марић 34 Скокови: Марић 16 Асистенције: Кецман 6 |         | Ракочевић 24 Пекер 7 Ракочевић, Тунчери 3 | Хала Пионир Београд, Србија Гледаоци: 7.022 |  |

| 17. децембар 2009 20:45 | Извештај | Орлеан Лоаре баскет                                    | 75 : 72 | Партизан                     | Палата спортова Орлеан, Француска Гледаоци: 2.009 |  |
| 17. децембар 2009 20:45 | Извештај | Четвртине: 20-27, 19-7, 18-15, 18-23                   |         |                              | Палата спортова Орлеан, Француска Гледаоци: 2.009 |  |
| 17. децембар 2009 20:45 | Извештај | Поени: Бенкс 19 Скокови: Морман 7 Асистенције: Бенкс 7 |         | Марић 20 Марић 11 Мекејлеб 4 | Палата спортова Орлеан, Француска Гледаоци: 2.009 |  |

| 6. јануар 2010 20:45 | Извештај | Партизан                                                  | 97 : 67 | Лијетувос Ритас                | Хала Пионир Београд, Србија Гледаоци: 6.828 |  |
| 6. јануар 2010 20:45 | Извештај | Четвртине: 26-18, 24-21, 22-22, 25-6                      |         |                                | Хала Пионир Београд, Србија Гледаоци: 6.828 |  |
| 6. јануар 2010 20:45 | Извештај | Поени: Рашић 26 Скокови: Вранеш 9 Асистенције: Мекејлеб 4 |         | Поповић 17 Бјелица 6 Поповић 4 | Хала Пионир Београд, Србија Гледаоци: 6.828 |  |

| 13. јануар 2010 20:00 | Извештај | Олимпијакос                                                | 81 : 60 | Партизан                                         | Дворана Мира и пријатељства Атина, Грчка Гледаоци: 6.200 |  |
| 13. јануар 2010 20:00 | Извештај | Четвртине: 20-15, 16-18, 27-16, 18-11                      |         |                                                  | Дворана Мира и пријатељства Атина, Грчка Гледаоци: 6.200 |  |
| 13. јануар 2010 20:00 | Извештај | Поени: Клејза 16 Скокови: Вујчић 6 Асистенције: Теодосић 9 |         | Робертс, Мекејлеб 14 Весели, Вранеш 7 Мекејлеб 3 | Дворана Мира и пријатељства Атина, Грчка Гледаоци: 6.200 |  |

### Група Е
|    | Екипа           | Игр. | Поб. | Изг. | П+  | П-  | П+/- | Тај-брек |
| -- | --------------- | ---- | ---- | ---- | --- | --- | ---- | -------- |
| 1. | Барселона Регал | 6    | 5    | 1    | 465 | 396 | +69  |          |
| 2. | Партизан        | 6    | 3    | 3    | 389 | 422 | -33  |          |
| 3. | Панатинаикос    | 6    | 2    | 4    | 439 | 442 | -3   | 1-1 (+1) |
| 4. | Маруси          | 6    | 2    | 4    | 419 | 452 | -33  | 1-1 (-1) |

### ТОП 16
| 27. јануар 2010 20:00 | Извештај | Панатинаикос                                                         | 59 : 64 | Партизан                                | Олимпијска дворана Атина, Грчка Гледаоци: 11.800 |  |
| 27. јануар 2010 20:00 | Извештај | Четвртине: 22-20, 20-16, 10-10, 7-18                                 |         |                                         | Олимпијска дворана Атина, Грчка Гледаоци: 11.800 |  |
| 27. јануар 2010 20:00 | Извештај | Поени: Спанулис 14 Скокови: Фоцис, Пековић 6 Асистенције: Спанулис 5 |         | Весели 13 Робертс 10 Весели, Мекејлеб 4 | Олимпијска дворана Атина, Грчка Гледаоци: 11.800 |  |

| 3. фебруар 2010 20:45 | Извештај | Партизан                                                 | 67 : 66 | Барселона Регал             | Хала Пионир Београд, Србија Гледаоци: 8.125 |  |
| 3. фебруар 2010 20:45 | Извештај | Четвртине: 23-12, 12-12, 8-23, 18-14, 6-5                |         |                             | Хала Пионир Београд, Србија Гледаоци: 8.125 |  |
| 3. фебруар 2010 20:45 | Извештај | Поени: Весели 13 Скокови: Весели 15 Асистенције: Рашић 6 |         | Лакович 14 Базиле 6 Рубио 5 | Хала Пионир Београд, Србија Гледаоци: 8.125 |  |

| 11. фебруар 2010 18:45 | Извештај | Маруси                                                       | 57 : 49 | Партизан                      | Олимпијска дворана Атина, Грчка Гледаоци: 3.000 |  |
| 11. фебруар 2010 18:45 | Извештај | Четвртине: 20-7, 2-11, 22-19, 13-12                          |         |                               | Олимпијска дворана Атина, Грчка Гледаоци: 3.000 |  |
| 11. фебруар 2010 18:45 | Извештај | Поени: Гордон 15 Скокови: Хоман 9 Асистенције: Киз, Гордон 4 |         | Вранеш 12 Вранеш 11 Робертс 3 | Олимпијска дворана Атина, Грчка Гледаоци: 3.000 |  |

| 25. фебруар 2010 20:45 | Извештај | Партизан                                                      | 79 : 76 | Маруси                                        | Хала Пионир Београд, Србија Гледаоци: 7.718 |  |
| 25. фебруар 2010 20:45 | Извештај | Четвртине: 21-24, 19-21, 18-11, 21-20                         |         |                                               | Хала Пионир Београд, Србија Гледаоци: 7.718 |  |
| 25. фебруар 2010 20:45 | Извештај | Поени: Мекејлеб 20 Скокови: Робертс 9 Асистенције: Мекејлеб 4 |         | Пелеканос 19 Пелеканос, Хоман 6 Киз, Гордон 5 | Хала Пионир Београд, Србија Гледаоци: 7.718 |  |

| 4. март 2010 20:45 | Извештај | Партизан                                                     | 66 : 82 | Панатинаикос                       | Хала Пионир Београд, Србија Гледаоци: 8.150 |  |
| 4. март 2010 20:45 | Извештај | Четвртине: 19-19, 13-16, 18-25, 16-22                        |         |                                    | Хала Пионир Београд, Србија Гледаоци: 8.150 |  |
| 4. март 2010 20:45 | Извештај | Поени: Мекејлеб 22 Скокови: Марић 12 Асистенције: Мекејлеб 3 |         | Николас 22 Батист 5 Дијамантидис 4 | Хала Пионир Београд, Србија Гледаоци: 8.150 |  |

| 11. март 2010 20:45 | Извештај | Барселона Регал                                        | 82 : 64 | Партизан                    | Палата спортова Блауграна Барселона, Шпанија Гледаоци: 6.953 |  |
| 11. март 2010 20:45 | Извештај | Четвртине: 22-16, 14-14, 25-12, 21-22                  |         |                             | Палата спортова Блауграна Барселона, Шпанија Гледаоци: 6.953 |  |
| 11. март 2010 20:45 | Извештај | Поени: Наваро 18 Скокови: Мајкл 7 Асистенције: Рубио 6 |         | Робертс 14 Марић 14 Рашић 5 | Палата спортова Блауграна Барселона, Шпанија Гледаоци: 6.953 |  |

### Четвртфинале
| 23. март 2010 20:00 | Извештај | Макаби Тел Авив                                           | 77 : 85 | Партизан                         | Нокија арена Тел Авив, Израел Гледаоци: 11.500 |  |
| 23. март 2010 20:00 | Извештај | Четвртине: 27-12, 19-20, 20-26, 11-27                     |         |                                  | Нокија арена Тел Авив, Израел Гледаоци: 11.500 |  |
| 23. март 2010 20:00 | Извештај | Поени: Перкинс 13 Скокови: Фишер 7 Асистенције: Перкинс 6 |         | Кецман 29 Мекејлеб 10 Мекејлеб 6 | Нокија арена Тел Авив, Израел Гледаоци: 11.500 |  |

| 25. март 2010 20:00 | Извештај | Макаби Тел Авив                                                  | 98 : 78 | Партизан                      | Нокија арена Тел Авив, Израел Гледаоци: 11.500 |  |
| 25. март 2010 20:00 | Извештај | Четвртине: 26-24, 28-15, 19-19, 25-20                            |         |                               | Нокија арена Тел Авив, Израел Гледаоци: 11.500 |  |
| 25. март 2010 20:00 | Извештај | Поени: Визнески, Блу 17 Скокови: Фишер 6 Асистенције: Андерсон 5 |         | Марић 16 Робертс 7 Мекејлеб 5 | Нокија арена Тел Авив, Израел Гледаоци: 11.500 |  |

| 30. март 2010 20:45 | Извештај | Партизан                                                                              | 81 : 73 | Макаби Тел Авив                        | Комбанк арена Београд, Србија Гледаоци: 20.783 |  |
| 30. март 2010 20:45 | Извештај | Четвртине: 27-12, 19-20, 20-26, 11-27                                                 |         |                                        | Комбанк арена Београд, Србија Гледаоци: 20.783 |  |
| 30. март 2010 20:45 | Извештај | Поени: Мекејлеб 18 Скокови: Робертс, Мекејлеб, Марић, Вранеш 7 Асистенције: Робертс 3 |         | Андерсон 13 Перкинс, Ејдсон 7 Ејдсон 5 | Комбанк арена Београд, Србија Гледаоци: 20.783 |  |

| 1. април 2010 20:45 | Извештај | Партизан                                                     | 76 : 67 | Макаби Тел Авив                                   | Комбанк арена Београд, Србија Гледаоци: 21.367 |  |
| 1. април 2010 20:45 | Извештај | Четвртине: 18-16, 20-19, 17-17, 21-15                        |         |                                                   | Комбанк арена Београд, Србија Гледаоци: 21.367 |  |
| 1. април 2010 20:45 | Извештај | Поени: Мекејлеб 19 Скокови: Робертс 12 Асистенције: Кецман 4 |         | Визнески 15 Перкинс 8 Визнески, Андерсон, Фишер 4 | Комбанк арена Београд, Србија Гледаоци: 21.367 |  |

### Фајнал фор
|  | Полуфинале         | Полуфинале  |                    |    | Финале | Финале |
|  |                    |             |                    |    |        |        |
|  | 7. мај 2010. Париз |             |                    |    |        |        |
|  |                    |             |                    |    |        |        |
|  | Барселона Регал    | 64          |                    |    |        |        |
|  | Барселона Регал    | 64          | 9. мај 2010. Париз |    |        |        |
|  | ЦСКА Москва        | 54          |                    |    |        |        |
|  | ЦСКА Москва        | 54          | Барселона Регал    | 86 |        |        |
|  | 7. мај 2010. Париз |             | Барселона Регал    | 86 |        |        |
|  |                    | Олимпијакос | 68                 |    |        |        |
|  | Партизан           | Олимпијакос | 68                 | 80 |        |        |
|  | Партизан           |             |                    | 80 |        |        |
|  | Олимпијакос        | 83          |                    |    |        |        |
|  | Олимпијакос        | 83          | 3. место           |    |        |        |
|  |                    |             |                    |    |        |        |
|  | 9. мај 2010. Париз |             |                    |    |        |        |
|  |                    |             |                    |    |        |        |
|  | ЦСКА Москва        | 90          |                    |    |        |        |
|  | ЦСКА Москва        | 90          |                    |    |        |        |
|  | Партизан           | 88          |                    |    |        |        |

Полуфинале
| 7. мај 2010 21:00 | Извештај | Партизан                                                     | 80 : 83 | Олимпијакос                     | Палата спортова Берси Париз, Француска Гледаоци: 14.768 |  |
| 7. мај 2010 21:00 | Извештај | Четвртине: 17-15, 11-18, 24-19, 15-15, 13-16                 |         |                                 | Палата спортова Берси Париз, Француска Гледаоци: 14.768 |  |
| 7. мај 2010 21:00 | Извештај | Поени: Мекејлеб 21 Скокови: Весели 10 Асистенције: Робертс 5 |         | Клејза 19 Клејза 11 Папалукас 5 | Палата спортова Берси Париз, Француска Гледаоци: 14.768 |  |

Утакмица за треће место
| 9. мај 2010 18:00 | Извештај | ЦСКА Москва                                                           | 90 : 88 | Партизан                        | Палата спортова Берси Париз, Француска Гледаоци: 14.768 |  |
| 9. мај 2010 18:00 | Извештај | Четвртине: 25-20, 22-24, 14-18, 17-16, 12-10                          |         |                                 | Палата спортова Берси Париз, Француска Гледаоци: 14.768 |  |
| 9. мај 2010 18:00 | Извештај | Поени: Ленгдон 32 Скокови: Хрјапа 6 Асистенције: Холден, Шишкаускас 4 |         | Робертс 16 Робертс 8 Мекејлеб 4 | Палата спортова Берси Париз, Француска Гледаоци: 14.768 |  |

## Резултати по месецима

### Октобар
| Датум  | Место    | Такмичење                 | Противник   | Резултат | Највише поена |
| ------ | -------- | ------------------------- | ----------- | -------- | ------------- |
| 14.10. | Београд  | Јадранска лига (1. коло)* | Цибона      | 51:64    | Весели (12)   |
| 17.10. | Домжале  | Јадранска лига (3. коло)  | Хелиос      | 73:67    | Марић (18)    |
| 22.10. | Београд  | Евролига (1. коло)        | Уникаха     | 64:72    | Мекејлеб (15) |
| 25.10. | Београд  | Јадранска лига (4. коло)  | Хемофарм    | 84:80    | Марић (20)    |
| 29.10. | Истанбул | Евролига (2. коло)        | Ефес Пилсен | 67:77    | Марић (19)    |

### Новембар
| Датум  | Место     | Такмичење                | Противник           | Резултат | Највише поена        |
| ------ | --------- | ------------------------ | ------------------- | -------- | -------------------- |
| 1.11.  | Задар     | Јадранска лига (5. коло) | Задар               | 66:77    | Марић, Весели (16)   |
| 5.11.  | Београд   | Евролига (3. коло)       | Орлеан              | 78:71    | Марић (18)           |
| 7.11.  | Београд   | Јадранска лига (6. коло) | Босна               | 72:58    | Марић (16)           |
| 12.11. | Вилњус    | Евролига (4. коло)       | Лијетувос Ритас     | 56:78    | Мекејлеб, Марић (16) |
| 15.11. | Подгорица | Јадранска лига (6. коло) | Будућност Подгорица | 65:59    | Мекејлеб (21)        |
| 19.11. | Београд   | Јадранска лига (7. коло) | Црвена звезда       | 73:76    | Мекејлеб (16)        |
| 21.11. | Загреб    | Јадранска лига (8. коло) | Загреб              | 83:85    | Кецман (25)          |
| 26.11. | Београд   | Евролига (5. коло)       | Олимпијакос         | 86:80    | Рашић (25)           |
| 28.11. | Загреб    | Јадранска лига (9. коло) | Унион Олимпија      | 80:70    | Кецман (18)          |

### Децембар
| Датум  | Место         | Такмичење                 | Противник           | Резултат | Највише поена        |
| ------ | ------------- | ------------------------- | ------------------- | -------- | -------------------- |
| 2.12.  | Малага        | Евролига (6. коло)        | Уникаха             | 72:64    | Кецман (16)          |
| 5.12.  | Крагујевац    | Јадранска лига (11. коло) | Раднички Крагујевац | 73:67    | Мекејлеб, Марић (12) |
| 10.12. | Београд       | Евролига (7. коло)        | Ефес Пилсен         | 93:92    | Марић (34)           |
| 12.12. | Београд       | Јадранска лига (12. коло) | Цедевита            | 95:75    | Рашић (19)           |
| 17.12. | Орлеан        | Евролига (8. коло)        | Орлеан              | 72:75    | Марић (20)           |
| 20.12. | Широки Бријег | Јадранска лига (13. коло) | Широки              | 63:48    | Рашић (19)           |
| 23.12. | Београд       | Јадранска лига (1. коло)* | ФМП                 | 84:81    | Мекејлеб, Марић (18) |

### Јануар
| Датум | Место   | Такмичење                 | Противник       | Резултат | Највише поена          |
| ----- | ------- | ------------------------- | --------------- | -------- | ---------------------- |
| 6.1.  | Београд | Евролига (9. коло)        | Лијетувос Ритас | 97:67    | Рашић (26)             |
| 10.1. | Загреб  | Јадранска лига (15. коло) | Цибона          | 59:69    | Робертс (16)           |
| 13.1. | Пиреј   | Евролига (10. коло)       | Олимпијакос     | 60:81    | Робертс, Мекејлеб (14) |
| 16.1. | Београд | Јадранска лига (16. коло) | Хелиос          | 84:76    | Робертс (16)           |
| 19.1. | Вршац   | Јадранска лига (17. коло) | Хемофарм        | 91:90    | Рашић, Мекејлеб (18)   |
| 23.1. | Београд | Јадранска лига (18. коло) | Задар           | 86:74    | Робертс (15)           |
| 27.1. | Атина   | Евролига ТОП 16 (1. коло) | Панатинаикос    | 64:59    | Весели (13)            |

### Фебруар
| Датум | Место   | Такмичење                 | Противник           | Резултат | Највише поена |
| ----- | ------- | ------------------------- | ------------------- | -------- | ------------- |
| 3.2.  | Београд | Евролига ТОП 16 (2. коло) | Лијетувос Ритас     | 67:66    | Весели (13)   |
| 6.2.  | Београд | Јадранска лига (20. коло) | Будућност Подгорица | 75:56    | Мекејлеб (18) |
| 11.2. | Атина   | Евролига ТОП (3. коло)    | Маруси              | 49:57    | Вранеш (12)   |
| 14.2. | Београд | Јадранска лига (21. коло) | Црвена звезда       | 84:74    | Весели (21)   |
| 18.2. | Ниш     | Куп Радивоја Кораћа       | Раднички Баскет     | 75:57    | Робертс (11)  |
| 20.2. | Ниш     | Куп Радивоја Кораћа       | Хемофарм            | 69:64    | Мекејлеб (22) |
| 21.2. | Ниш     | Куп Радивоја Кораћа       | ФМП                 | 72:62    | Мекејлеб (16) |
| 25.2. | Београд | Евролига ТОП (4. коло)    | Маруси              | 79:76    | Мекејлеб (20) |
| 27.2. | Београд | Јадранска лига (22. коло) | Загреб              | 90:70    | Робертс (14)  |

### Март
| Датум | Место     | Такмичење                    | Противник           | Резултат | Највише поена     |
| ----- | --------- | ---------------------------- | ------------------- | -------- | ----------------- |
| 4.3.  | Београд   | Евролига ТОП 16 (5. коло)    | Панатинаикос        | 66:82    | Мекејлеб (22)     |
| 7.3.  | Љубљана   | Јадранска лига (23. коло)    | Унион Олимпија      | 81:73    | Весели (27)       |
| 11.3. | Барселона | Евролига ТОП 16 (6. коло)    | Барселона           | 64:82    | Робертс (14)      |
| 13.3. | Београд   | Јадранска лига (24. коло)    | Раднички Крагујевац | 85:62    | Рашић, Божић (15) |
| 15.3. | Сарајево  | Јадранска лига (19. коло)*   | Босна               | 86:84    | Марић (18)        |
| 17.3. | Загреб    | Јадранска лига (25. коло)    | Цибона              | 72:79    | Мекејлеб (19)     |
| 20.3. | Београд   | Јадранска лига (26. коло)    | Широки              | 80:69    | Марић (12)        |
| 23.3. | Тел Авив  | Евролига ТОП 8 (1. утакмица) | Макаби              | 85:77    | Кецман (29)       |
| 25.3. | Тел Авив  | Евролига ТОП 8 (2. утакмица) | Макаби              | 78:98    | Марић (16)        |
| 30.3. | Београд   | Евролига ТОП 8 (3. утакмица) | Макаби              | 81:73    | Мекејлеб (18)     |

### Април
| Датум | Место   | Такмичење                    | Противник           | Резултат | Највише поена |
| ----- | ------- | ---------------------------- | ------------------- | -------- | ------------- |
| 1.4.  | Београд | Евролига ТОП 8 (4. утакмица) | Макаби              | 76:67    | Мекејлеб (19) |
| 10.4. | Београд | Суперлига Србије (1. коло)   | Тамиш               | 93:52    | Марић (16)    |
| 13.4. | Београд | Суперлига Србије (2. коло)   | Раднички Крагујевац | 97:69    | Мекејлеб (17) |
| 17.4. | Вршац   | Суперлига Србије (3. коло)   | Хемофарм            | 72:74    | Мекејлеб (20) |
| 20.4. | Београд | Суперлига Србије (4. коло)   | ФМП                 | 79:67    | Марић (16)    |
| 23.4. | Загреб  | Јадранска лига Полуфинале    | Хемофарм            | 72:67    | Робертс (16)  |
| 25.4. | Загреб  | Јадранска лига Финале        | Цибона              | 75:74    | Марић (14)    |
| 28.4. | Београд | Суперлига Србије (5. коло)   | Црвена звезда       | 79:65    | Рашић (22)    |

### Мај
| Датум | Место      | Такмичење                                  | Противник           | Резултат | Највише поена |
| ----- | ---------- | ------------------------------------------ | ------------------- | -------- | ------------- |
| 1.5.  | Београд    | Суперлига Србије (6. коло)                 | Борац Чачак         | 91:70    | Ђекић (14)    |
| 07.5. | Париз      | Евролига Фајнал фор (полуфинале)           | Олимпијакос         | 80:83    | Мекејлеб (21) |
| 09.5. | Париз      | Евролига Фајнал фор (утакмица за 3. место) | ЦСКА Москва         | 88:90    | Робертс (16)  |
| 12.5. | Ваљево     | Суперлига Србије (7. коло)                 | Металац             | 81:57    | Вранеш (13)   |
| 15.5. | Панчево    | Суперлига Србије (8. коло)                 | Тамиш               | 72:66    | Мекејлеб (16) |
| 19.5. | Крагујевац | Суперлига Србије (9. коло)                 | Раднички Крагујевац | 75:72    | Кецман (25)   |
| 22.5. | Београд    | Суперлига Србије (10. коло)                | Хемофарм            | 74:69    | Марић (19)    |
| 26.5. | Београд    | Суперлига Србије (11. коло)                | ФМП                 | 96:72    | Мекејлеб (19) |
| 29.5. | Београд    | Суперлига Србије (12. коло)                | Црвена звезда       | 103:75   | Весели (21)   |

### Јун
| Датум | Место   | Такмичење                                 | Противник     | Резултат | Највише поена     |
| ----- | ------- | ----------------------------------------- | ------------- | -------- | ----------------- |
| 1.6.  | Чачак   | Суперлига Србије (13. коло)               | Борац Чачак   | 84:78    | Ђекић (15)        |
| 4.6.  | Београд | Суперлига Србије (14. коло)               | Металац       | 92:69    | Марић, Рашић (14) |
| 7.6.  | Београд | Суперлига Србије Полуфинале (1. утакмица) | Црвена звезда | 94:73    | Мекејлеб (20)     |
| 9.6.  | Београд | Суперлига Србије Полуфинале (2. утакмица) | Црвена звезда | 85:74    | Робертс (17)      |
| 14.6. | Београд | Суперлига Србије Финале (1. утакмица)     | Хемофарм      | 67:60    | Марић (13)        |
| 16.6. | Вршац   | Суперлига Србије Финале (2. утакмица)     | Хемофарм      | 86:81    | Мекејлеб (23)     |
| 18.6. | Београд | Суперлига Србије Финале (3. утакмица)     | Хемофарм      | 20:0     |                   |